# シェリフ・トゥーレ・ママム
シェリフ・トゥーレ・ママム（Chérif Touré Mamam、1981年1月13日 - ）は、トーゴの元サッカー選手。元トーゴ代表。ポジションはミッドフィールダー。

## 来歴
1998年にトーゴ代表デビュー。2006 FIFAワールドカップ・アフリカ予選の最終予選では全10試合に出場、トーゴ史上初のワールドカップ出場権を獲得した。2006 FIFAワールドカップではグループステージ全3試合に出場した。2009年までに46試合に出場、7得点をあげた。

## 代表歴

### 出場大会
- トーゴ代表
  - 2006 FIFAワールドカップ

### 試合数
- 国際Aマッチ 46試合 7得点（1998年-2009年）[1]

| トーゴ代表 | 国際Aマッチ | 国際Aマッチ |
| 年         | 出場        | 得点        |
| ---------- | ----------- | ----------- |
| 1998       | 6           | 0           |
| 1999       | 3           | 0           |
| 2000       | 4           | 0           |
| 2001       | 3           | 0           |
| 2002       | 1           | 0           |
| 2003       | 2           | 2           |
| 2004       | 5           | 0           |
| 2005       | 8           | 4           |
| 2006       | 9           | 1           |
| 2007       | 0           | 0           |
| 2008       | 2           | 0           |
| 2009       | 3           | 0           |
| 通算       | 46          | 7           |